# Міссі (Кальвадос)
Міссі́ (фр. Missy) — колишній муніципалітет у Франції, у регіоні Нормандія, департамент Кальвадос. Населення — 557 осіб (2011).
Муніципалітет був розташований на відстані близько 220 км на захід від Парижа, 15 км на південний захід від Кана.

## Історія
До 2015 року муніципалітет перебував у складі регіону Нижня Нормандія. Від 1 січня 2016 року належав до нового об'єднаного регіону Нормандія.
1 січня 2016 року Міссі і Нуає-Бокаж було об'єднано в новий муніципалітет Нуає-Міссі.

## Демографія
Динаміка населення (Insee ):
Розподіл населення за віком та статтю (2006):
| Стать | Всього | До 15 років | 15-24 | 25-44 | 45-64 | 65-85 | Понад 85 |
| --- | ------ | ----------- | ----- | ----- | ----- | ----- | -------- |
| Чоловіки | 235    | 39          | 25    | 82    | 68    | 21    | 0        |
| Жінки | 327    | 98          | 26    | 73    | 77    | 33    | 20       |
| \| Статево-вікова піраміда \| Статево-вікова піраміда \| Статево-вікова піраміда \| \| ----------------------- \| ----------------------- \| ----------------------- \| \| Чоловіки \| Вік \| Жінки \| \| 0 \| 85 + \| 20 \| \| 8 \| 80-84 \| 17 \| \| 4 \| 75-79 \| 4 \| \| 9 \| 70-74 \| 4 \| \| 0 \| 65-69 \| 8 \| \| 4 \| 60-64 \| 9 \| \| 21 \| 55-59 \| 17 \| \| 26 \| 50-54 \| 17 \| \| 17 \| 45-49 \| 34 \| \| 30 \| 40-44 \| 17 \| \| 43 \| 35-39 \| 26 \| \| 9 \| 30-34 \| 21 \| \| 0 \| 25-29 \| 9 \| \| 4 \| 20-24 \| 0 \| \| 21 \| 15-20 \| 26 \| \| 17 \| 10-14 \| 38 \| \| 9 \| 5-9 \| 47 \| \| 13 \| 0-4 \| 13 \| |        |             |       |       |       |       |          |
| Статево-вікова піраміда |        |             |       |       |       |       |          |
| Чоловіки | Вік    | Жінки       |       |       |       |       |          |
| 0 | 85 +   | 20          |       |       |       |       |          |
| 8 | 80-84  | 17          |       |       |       |       |          |
| 4 | 75-79  | 4           |       |       |       |       |          |
| 9 | 70-74  | 4           |       |       |       |       |          |
| 0 | 65-69  | 8           |       |       |       |       |          |
| 4 | 60-64  | 9           |       |       |       |       |          |
| 21 | 55-59  | 17          |       |       |       |       |          |
| 26 | 50-54  | 17          |       |       |       |       |          |
| 17 | 45-49  | 34          |       |       |       |       |          |
| 30 | 40-44  | 17          |       |       |       |       |          |
| 43 | 35-39  | 26          |       |       |       |       |          |
| 9 | 30-34  | 21          |       |       |       |       |          |
| 0 | 25-29  | 9           |       |       |       |       |          |
| 4 | 20-24  | 0           |       |       |       |       |          |
| 21 | 15-20  | 26          |       |       |       |       |          |
| 17 | 10-14  | 38          |       |       |       |       |          |
| 9 | 5-9    | 47          |       |       |       |       |          |
| 13 | 0-4    | 13          |       |       |       |       |          |

## Економіка
2010 року серед 352 осіб працездатного віку (15—64 років) 252 були активними, 100 — неактивними (показник активності 71,6%, у 1999 році було 70,8%). З 252 активних мешканців працювала 241 особа (128 чоловіків та 113 жінок), безробітними було 11 (6 чоловіків та 5 жінок). Серед 100 неактивних 38 осіб було учнями чи студентами, 31 — пенсіонерами, 31 була неактивною з інших причин.

У 2010 році в муніципалітеті числилось 175 оподаткованих домогосподарств, у яких проживали 478,0 особи, медіана доходів виносила 20 791,5 євро на одного особоспоживача